# New Athens (Ohio)
New Athens – wieś w Stanach Zjednoczonych, w stanie Ohio, w hrabstwie Harrison.